# Saint-Loup-Terrier
Saint-Loup-Terrier è un comune francese di 170 abitanti situato nel dipartimento delle Ardenne nella regione del Grand Est.

## Società

### Evoluzione demografica
Abitanti censiti